# Usuli Island
Usuli Island är en ö i Kenya.   Den ligger i länet Kwale, i den södra delen av landet, 500 km sydost om huvudstaden Nairobi. Arean är 0,44 kvadratkilometer.
Terrängen på Usuli Island är mycket platt. Öns högsta punkt är 7 meter över havet. Den sträcker sig 1,3 kilometer i nord-sydlig riktning, och 0,6 kilometer i öst-västlig riktning.  Omgivningarna runt Usuli Island är en mosaik av jordbruksmark och naturlig växtlighet.